# زمان تایلند

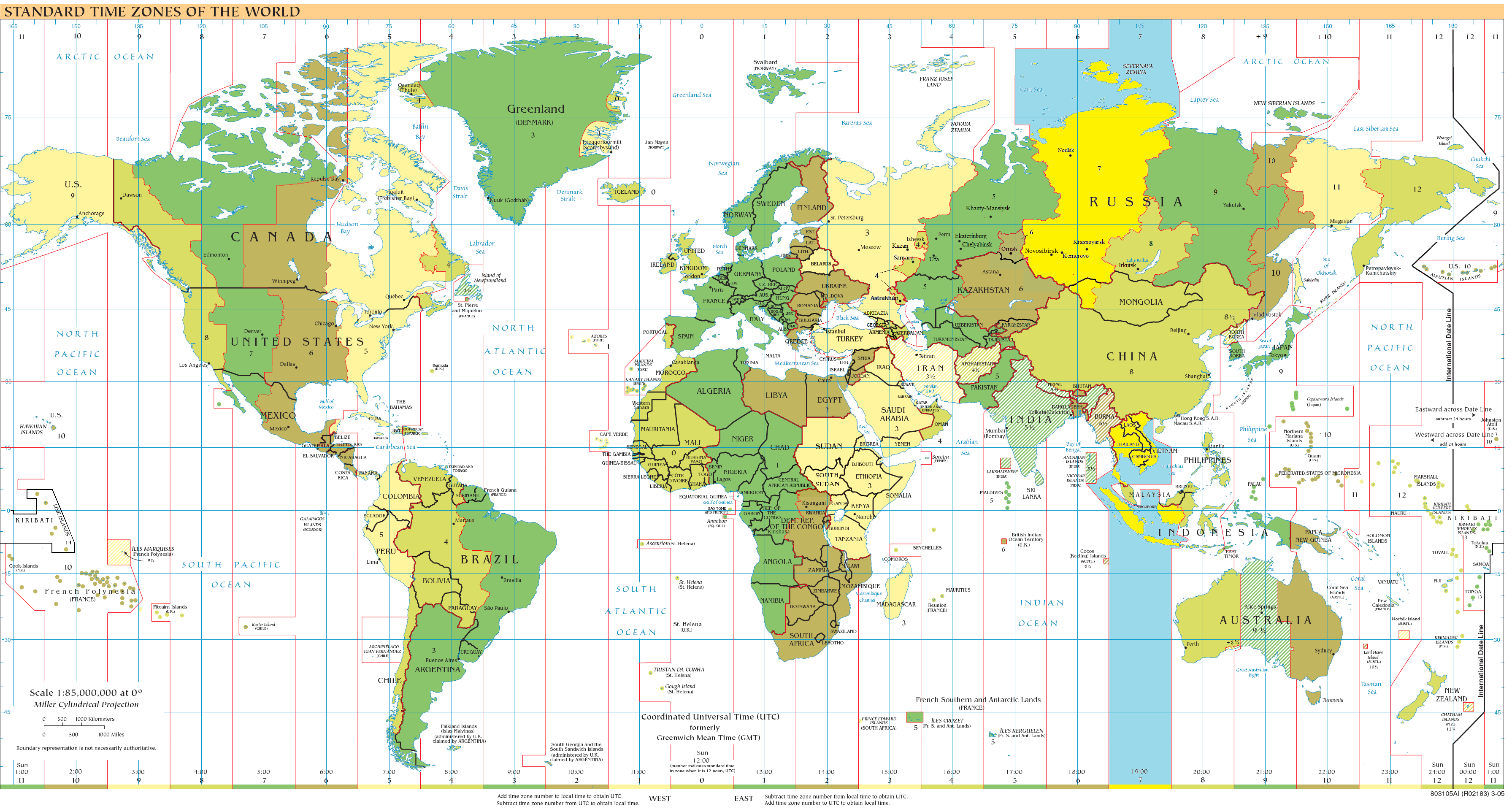
یوتی‌سی +۷:۰۰

زمان تایلند زمان استاندارد کشور تایلند است که بخشی از یوتی‌سی +۷:۰۰ است و ۷ ساعت جلوتر از ساعت هماهنگ جهانی است. زمان محلی در بانکوک در ابتدا یوتی‌سی +۰۶:۴۲:۰۴ بوده است. تایلند تا سال ۱۹۲۰ از این زمان محلی بهره می‌برد و پس از آن به زمان هندوچین و یوتی‌سی +۰۷:۰۰ ICT تغییر یافت. از این زمان در تمام طول سال استفاده می شود زیرا تایلند از سامانه ساعت تابستانی پیروی نمی‌کند. تایلند با ویتنام، کامبوج، لائوس، جزیره کریسمس و غرب اندونزی منطقه زمانی یکسانی دارد.